# Caecum trachea
Espèce
Synonymes
- voir paragraphe #Synonymes

Caecum trachea est une espèce de mollusques gastéropodes de l'ordre des Littorinimorpha et de la famille des Caecidae.

## Historique
L'espèce Caecum trachea est décrite en 1803 par le naturaliste britannique George Montagu (1753-1815),.

### Synonymes
- Brochus striatus T. Brown, 1827
- Brochus trachiformis T. Brown, 1827
- Caecum elagans Deregaslavtseva, 1891
- Caecum elegans Perejaslavtseva, 1891[3]
- Caecum fasciatum de Folin, 1876
- Caecum fasciatum var. intaminata de Folin, 1876
- Caecum trachea var. obsoleta Carpenter, 1859
- Dentalium imperforatum Kanmacher, 1798
- Odontidium rugulosum Philippi, 1836

## Description

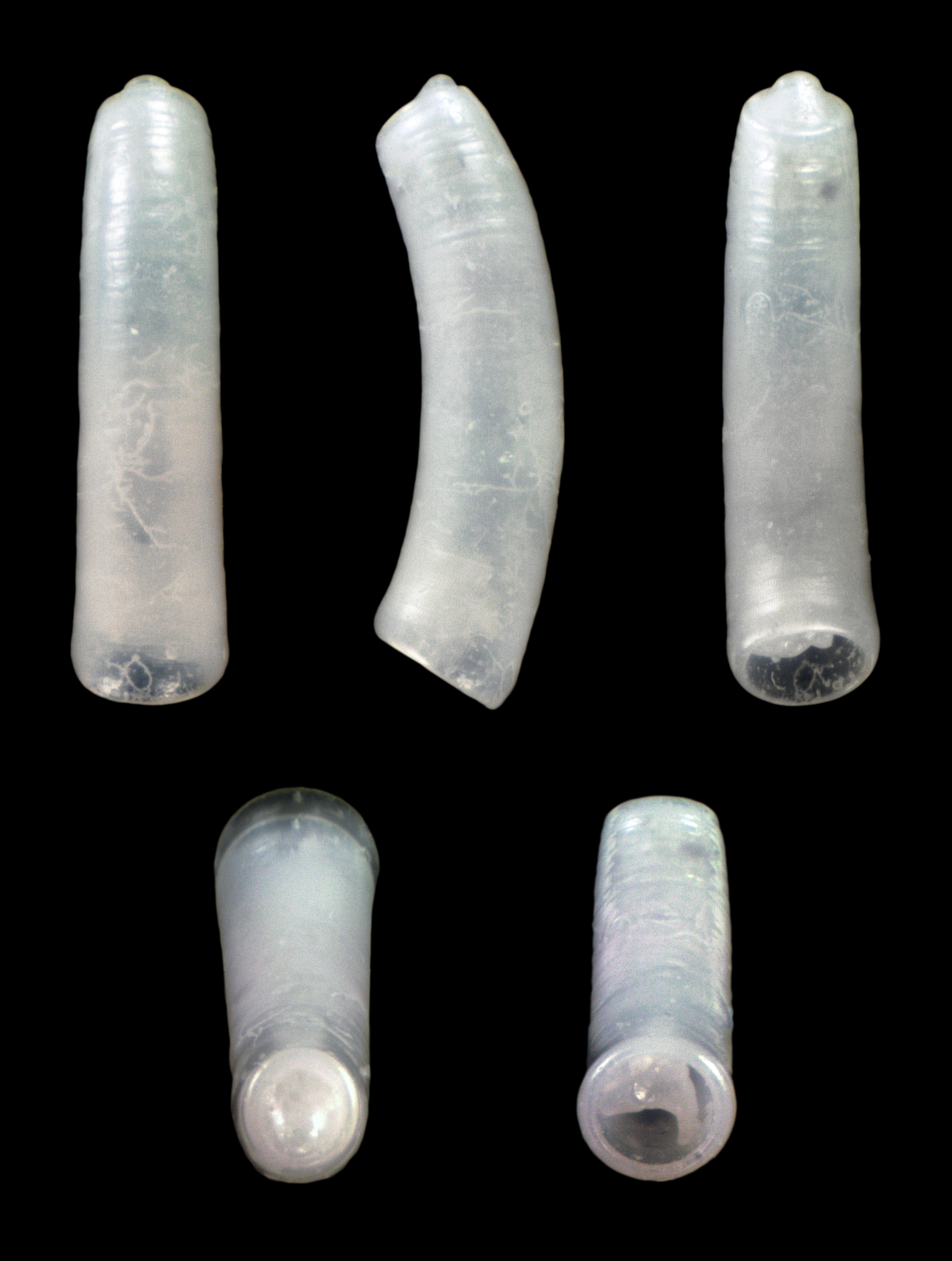
Caecum trachea obsoleta (Carpenter, 1859)

La taille de la coquille varie entre 2 et 4 mm.

## Répartition
Elle est trouvée sur les côtes rocheuses d'Europe (de la Norvège aux Canaries, en Mer Méditerranée et en Mer Noire).

### Publication originale
- [1803] (en) George Montagu, Testacea Britannica, a History of British Marine, Land and Freshwater Shells, coll. « Supplement 1808 », 1803 (lire en ligne).